# Stykkishólmur
Stykkishólmur – miejscowość w zachodniej Islandii, położona na północnym krańcu niewielkiego półwyspu Þorsnes, który stanowi część większego półwyspu Snæfellsnes. Stykkishólmur znajduje się w środkowej części tego półwyspu, po jego północnej stronie, nad fiordem Breiðafjörður. Wchodzi w skład gminy Stykkishólmsbær, w regionie Vesturland. Na początku 2018 roku zamieszkiwało ją blisko 1,2 tys. osób.

## Ludność Stykkishólmur
| Data            | Ludność |
| --------------- | ------- |
| 1 grudnia 1981: | 1.233   |
| 1 grudnia 1997: | 1.263   |
| 1 grudnia 2003: | 1.161   |
| 1 grudnia 2004: | 1.137   |
| 1 grudnia 2005: | 1.165   |
| 1 grudnia 2006: | 1.149   |

## Miasta partnerskie
- Kolding, Dania
- Lappeenranta, Finlandia
- Drammen, Norwegia
- Örebro, Szwecja

## Galeria

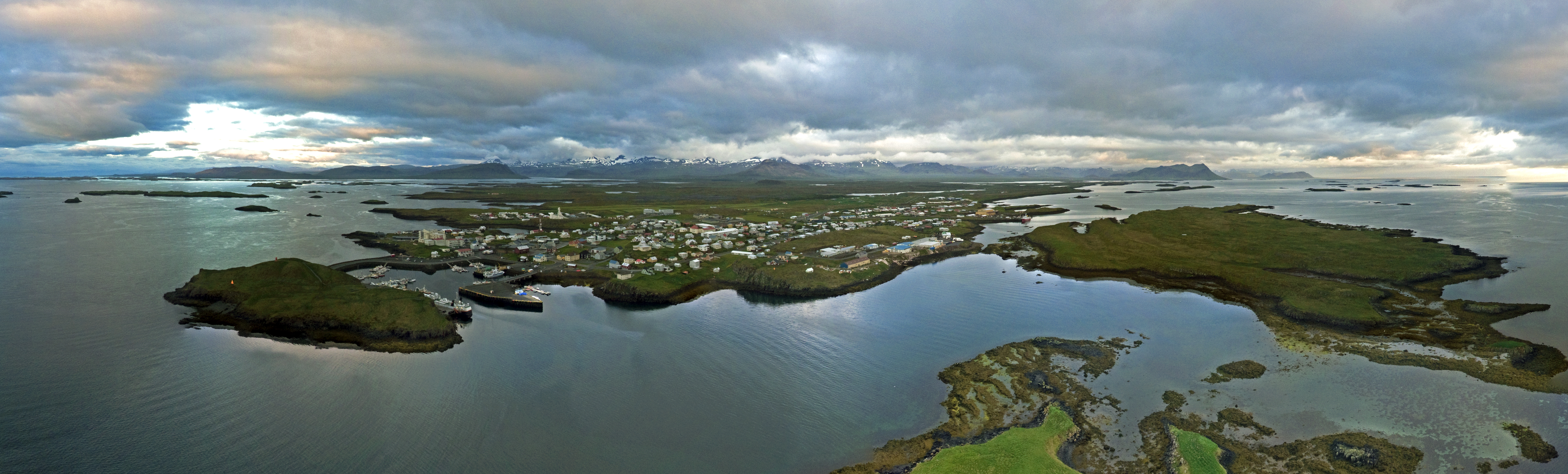
Panorama miasta od strony morza, 2017
Nowy kościół, 2008 (uznawany za jeden z najpiękniejszych na świecie)[3]
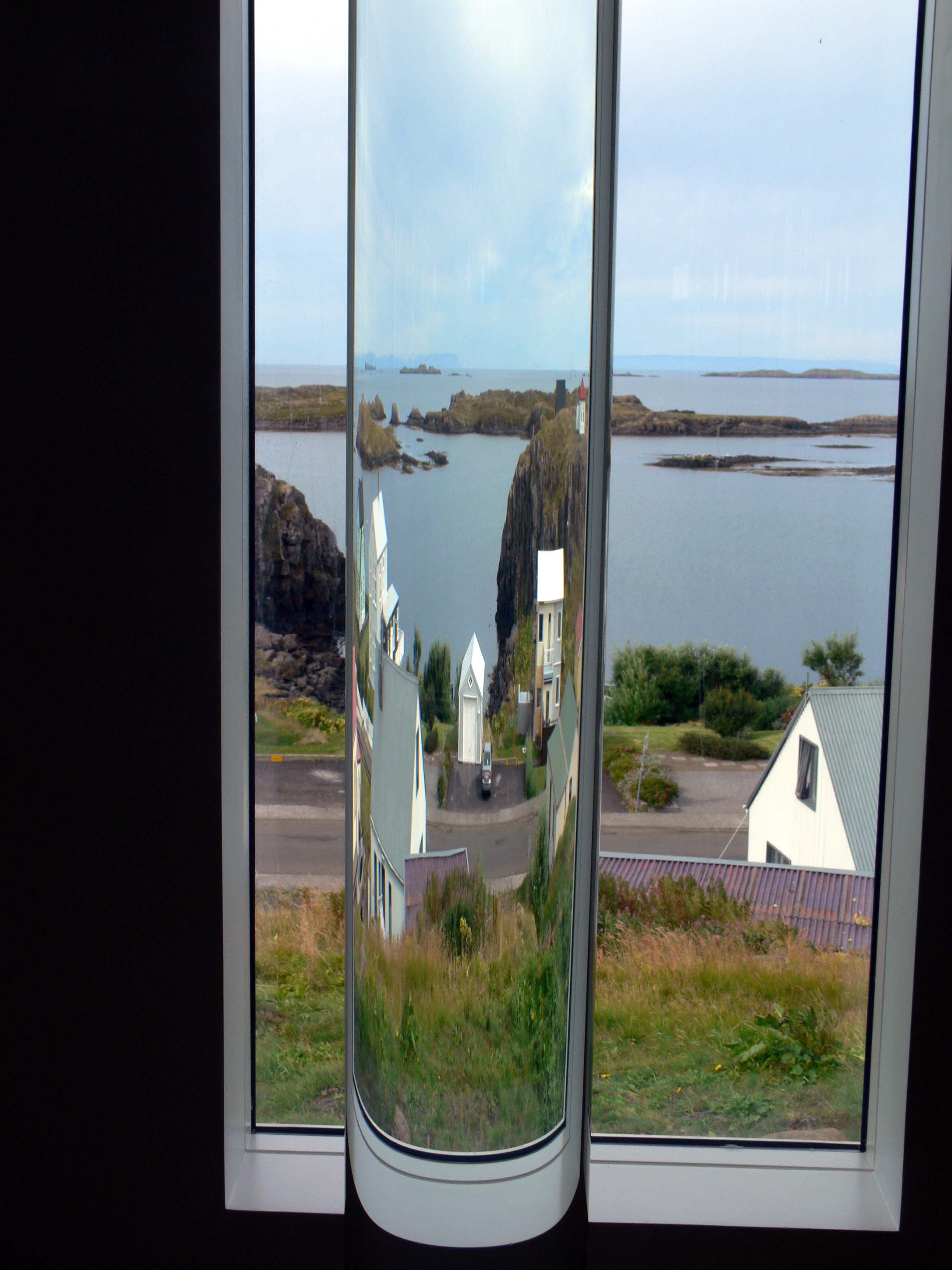
Muzeum Wody